# Reprezentacja Sint Maarten w piłce nożnej mężczyzn
Reprezentacja Sint Maarten w piłce nożnej – narodowa drużyna Sint Maarten, kontrolowana przez Federację Piłkarską Sint Maarten (Sint Maarten Soccer Association) założona w 1986 roku. Nie jest członkiem Międynarodowej Federacji Piłki Nożnej (FIFA), ale od 1998 roku jest członkiem Konfederacji Piłkarskiej Ameryki Północnej, Środkowej i Karaibów (CONCACAF). Nigdy nie zakwalifikowała się do turnieju finałowego Złotego Pucharu CONCACAF. Sint Maarten jest terytorium zależnym od Holandii leżącym w Ameryce Północnej, ale mimo to nie należy do Królewskiego Holenderskiego Związku Piłki Nożnej. Trenerem ekipy jest Elvis Albertus. Stadion reprezentacji nazywa się "Raoul Illidge Sports Complex" i znajduje się w Philipsburgu. Według danych z marca 2008 roku reprezentacja ta rozegrała 22 mecze z czego wygrała 8, zremisowała 5 i przegrała 9.

## Udział wMistrzostwach Świata
- 1930 – 2022 – Nie brał udziału (nie był członkiem Międynarodowej Federacji Piłki Nożnej)

## Udział wZłotym Pucharze CONCACAF
- 1991 – Nie brał udziału
- 1993 – 1998 – Nie zakwalifikował się
- 2000 – Wycofał się w trakcie kwalifikacji
- 2002 – 2003 – Nie brał udziału
- 2005 – Wycofał się w trakcie kwalifikacji
- 2007 – 2015 – Nie brał udziału
- 2017 – 2021 – Nie zakwalifikował się

## Udział wPucharze Karaibów
- 1989 – 1990 – Nie zakwalifikował się
- 1991 – Nie brał udziału
- 1992 – Nie zakwalifikował się
- 1993 – 1994 – Nie brał udziału
- 1995 – 1997 – Nie zakwalifikował się
- 1998 – Nie brał udziału
- 1999 – Wycofał się w trakcie kwalifikacji
- 2001 – Nie brał udziału
- 2005 – Wycofał się w trakcie kwalifikacji
- 2007 – 2014 – Nie brał udziału
- 2017 – Nie zakwalifikował się